# 山口一太郎
山口 一太郎（やまぐち いちたろう、1900年（明治33年）9月10日 - 1961年（昭和36年）2月22日）は、日本の陸軍軍人。理学士。最終階級は陸軍歩兵大尉。

## 略歴
- 1900年（明治33年） - 山口勝の長男として、9月10日神奈川県に生まれる。本籍は静岡県。
- 1921年（大正10年）7月 - 陸軍士官学校卒業（33期）
- 1921年（大正10年）12月 - 歩兵少尉。歩兵第53連隊附
- 1923年（大正12年） - 陸軍砲工学校員外学生
- 1924年（大正13年） - 歩兵中尉
- 1926年（大正15年） - 陸軍砲工学校員外学生として、東京帝国大学理学部物理学科に派遣（入学のち昭和4年卒業）。専門は光学兵器。[1]
- 1929年（昭和4年） - 東京帝大卒業後、陸軍大将本庄繁の娘芳江と結婚。原隊復帰（宇垣軍縮で歩53は廃止）歩兵第38連隊附。同年8月航空本部員。小西六本店にてフェアチャイルド式自動航空写真機の国産化に成功。[1]
- 1930年（昭和5年） - 6月長女誕生。同年8月歩兵大尉。陸軍技術本部部員兼陸軍航空本部部員陸軍造兵廠東京工廠廠員。
- 1933年（昭和8年） - 大亜細亜日本青年連盟顧問。
- 1934年（昭和9年） - 12月次女誕生。
- 1935年（昭和10年）8月1日 - 歩兵第1聯隊第7中隊長
- 1934年-1935年（昭和9-10年）頃 - 精機光学研究所にて個人的に指導[1]。録音科学研究所の円盤録音機開発に協力。この録音機は二・二六事件でも関係者の電話の傍受録音に使われることとなる[2]。
- 1936年（昭和11年） - 二・二六事件で無期禁固（のち15年に減刑）、従六位を失位[3]、勲五等及び大礼記念章（昭和）、昭和六年乃至九年事変従軍記章を褫奪された[4]。蜂起には加わらなかったものの、週番司令としての権限を悪用して反乱軍に実弾を供給して有罪となった。獄中でもストーブのある部屋で兵器開発を許された[5]。
- 1941年（昭和16年）12月 - 仮釈放。萱場製作所（現カヤバ）に技術部長として就職。退職後、龍烟鉄鋼に入社し東京支社長を任ぜられる。
- 1949年（昭和24年） - 宇垣軍縮を批判[6]。

## 親族
- 祖父 山口千造（幕臣、沼津勤番）
- 父 山口勝（陸軍中将）
- 叔父 山口鋭（海軍中将）
- 妻 山口芳江 陸軍大将本庄繁の娘。
- 娘 玉江 宝塚歌劇団男役(玉恵翠)
- 娘 喜久子
- 弟 山口清三郎（植物学者）
- 弟 山口平四郎（地理学者、立命館大学名誉教授）